# Michael Tucker
Michael Tucker (ur. 6 lutego 1944 w Baltimore) – amerykański aktor. Odtwórca roli prawnika Stuarta Markowitza w serialu NBC Prawnicy z Miasta Aniołów (1986–1994), za którą otrzymał dwie nominacje do Złotego Globu i trzy nominacje do nagrody Emmy.

## Życiorys
Urodził się w Baltimore w stanie Maryland w rodzinie żydowskiej pochodzenia litewskiego. Jego ojciec, Henry, był kupcem futer dla domu towarowego Hochschild–Kohn w Baltimore, gdzie jego matka, Helen, również pracowała na pół etatu. Jako dziecko towarzyszył ojcu w zakupach podczas wycieczek do Nowego Jorku, gdzie duże wrażenie wywarły na nim występy Rosalind Russell w Ciotce Mame i Ethel Merman w Gypsy (1959). W wieku 14 lat wystąpił w roli Zagubionego Chłopca w inscenizacji Piotruś Pan w Ford’s Theatre. Za radą nauczyciela szkoły średniej Baltimore City College High School, studiował na wydziale teatralnym w Carnegie Institute of Technology w Pittsburghu, gdzie szybko stał się jednym z najlepszych uczniów. 
W latach 1966–1976 Tucker grał różnorodne role, w tym Wesołe kumoszki z Windsoru, Komedia omyłek i Miarka za miarkę, w takich regionalnych zespołach, jak Long Wharf Theatre, Milwaukee Rep i Arena Stage w Waszyngtonie, uzupełniając swoje dochody jako trener aktorstwa w college’u. W 1972 trafił na Broadway w komedii Księżycowe dzieci. Występował też na off-Broadwayu, gdzie w 2019 wystawiono jego sztukę Fern Hill z udziałem Marka Bluma i Johna Glovera.
Debiutował na małym ekranie w roli generała Granta w dramacie historycznym NBC Zabili prezydenta Lincolna! (They’ve Killed President Lincoln!, 1971) u boku Richarda Baseharta, a pięć lat potem znalazł się w obsadzie dramatu Sidneya Lumeta Sieć (1976) z Faye Dunaway.
Michael Tucker jest autorem kilku książek, w tym znanej w Polsce Przepis na Umbrię, w której opisuje doświadczenia z zakupu i remontu domu we Włoszech.

## Życie prywatne
Z pierwszego związku małżeńskiego ma córkę Alison (ur. 24 października 1969). 18 czerwca 1973 zawarł związek małżeński z aktorką Jill Eikenberry, z którą ma syna Maxa (ur. 1982). 

## Publikacje
- Michael Tucker: I Never Forget a Meal: An Indulgent Reminiscence. Little Brown & Co, 1995. ISBN 978-0316856256.
- Michael Tucker: Living in a Foreign Language: A Memoir of Food, Wine, and Love. Grove Press, 2007. ISBN 978-0-87113-962-7.
- Michael Tucker: Family Meals: Coming Together to Care for an Aging Parent. Atlantic Monthly Press, 2009. ISBN 978-0802119216.
- Michael Tucker: Family Meals: Bringing Her Home. Grove Press, 2010. ISBN 0-8021-4508-6.
- Michael Tucker: After Annie: A Novel. The Overlook Press, 2012. ISBN 978-1590207352.

## Wybrana filmografia

### Filmy
- 1976: Sieć jako mężczyzna przy biurku
- 1978: Niezamężna kobieta jako Fred
- 1978: Oczy Laury Mars jako Bert
- 1982: Diner jako Bagel
- 1985: Purpurowa róża z Kairu jako agent Gila Shepherda
- 1987: Złote czasy radia jako Martin, ojciec
- 1987: Wet za wet jako Bagel
- 1990: Za młoda by umrzeć? jako Buddy Thornton
- 1994: Potężne Kaczory 2 jako Tibbles

- 2011: Pożyczony narzeczony jako Bridget Thaler
- 2011: Kobieta na skraju dojrzałości jako Hedda Gary

### Seriale
- 1981: Inny świat jako spiker radiowy
- 1981: Ryan’s Hope jako Harry Harcourt
- 1981: Posterunek przy Hill Street jako Pan Heidel
- 1984: Posterunek przy Hill Street jako turysta Gabe Fimpel
- 1986–1994: Prawnicy z Miasta Aniołów jako Stuart Markowitz
- 1994: Prawdziwe potwory jako (głos)
- 1989: Nowa seria Alfred Hitchcock przedstawia jako Frank
- 1995: Bez przeszłości jako dr Bellamy
- 1999: Batman przyszłości jako Watkins (głos)
- 2004: Bez pardonu jako dr Clay
- 2005: Prawo i porządek jako Quentin / Terrence Putney
- 2005: Potyczki Amy jako sędzia Jack Feinstein
- 2010: Prawo i porządek jako Nelson Lehman